# Pierwszy Prezes Sądu Najwyższego

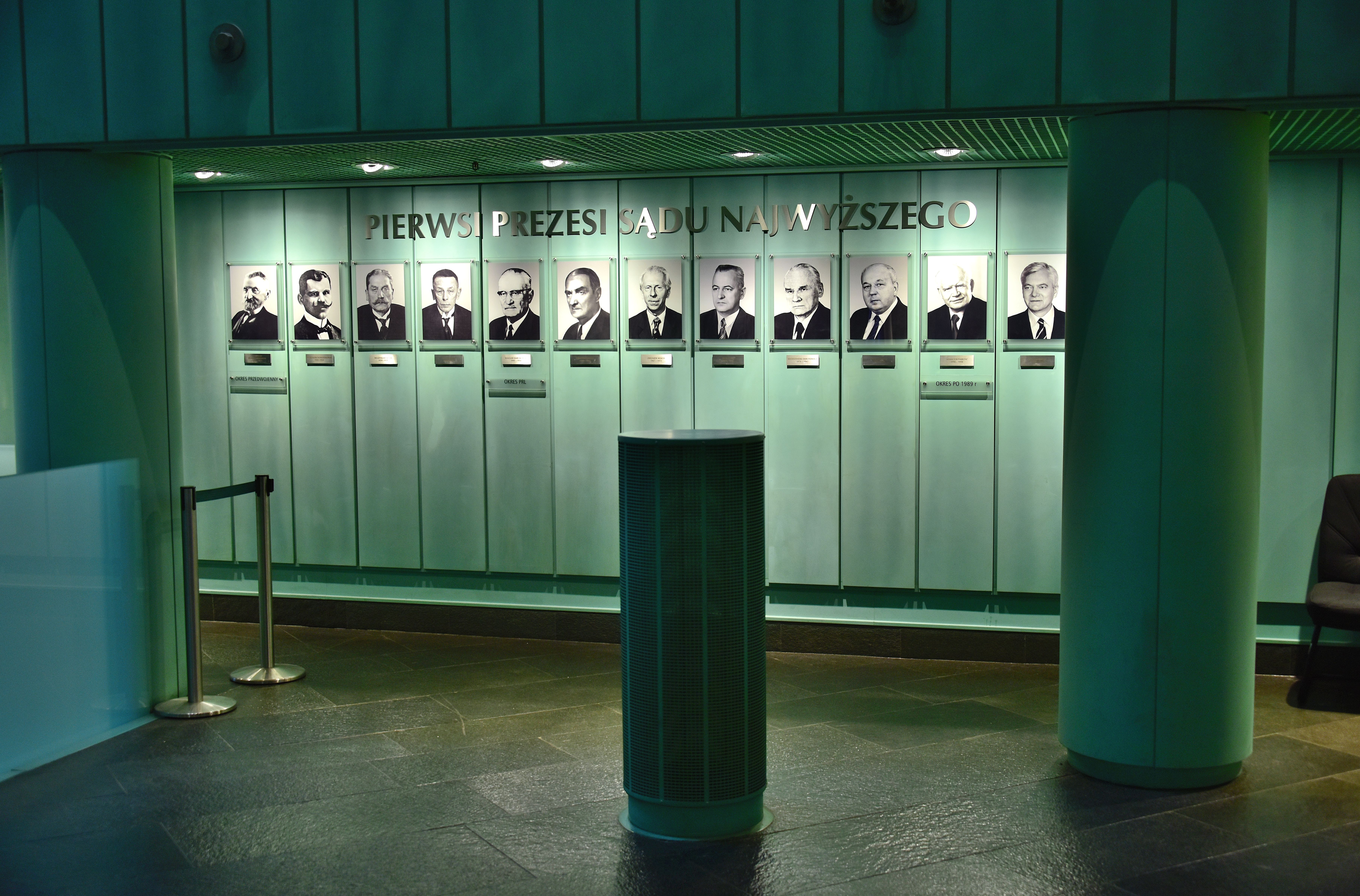
Fotografie Pierwszych Prezesów SN w holu Kompleksu Urbanistycznego Wymiaru Sprawiedliwości

Pierwszy Prezes Sądu Najwyższego – organ polskiego Sądu Najwyższego.

## Opis
Powołuje go Prezydent Rzeczypospolitej Polskiej na sześcioletnią kadencję spośród sędziów Sądu Najwyższego (SN) w stanie czynnym (obowiązuje ograniczenie następujących bezpośrednio po sobie kadencji do dwóch), a wyboru dokonuje spośród pięciu kandydatów przedstawionych przez Zgromadzenie Ogólne Sędziów Sądu Najwyższego. Osoba powołana na stanowisko Pierwszego Prezesa Sądu Najwyższego może zajmować to stanowisko tylko do czasu przejścia w stan spoczynku, przeniesienia w stan spoczynku albo wygaśnięcia stosunku służbowego sędziego Sądu Najwyższego.
Pierwszy Prezes Sądu Najwyższego z urzędu jest Przewodniczącym Trybunału Stanu oraz nieistniejącego de facto Najwyższego Trybunału Narodowego. Jest także z urzędu członkiem Krajowej Rady Sądownictwa.
Według ustawy o Sądzie Najwyższym Pierwszy Prezes kieruje pracami Sądu Najwyższego i reprezentuje go na zewnątrz. Ma szereg uprawnień w zakresie funkcjonowania Sądu Najwyższego. Do końca VIII kadencji Sejmu RP spośród sędziów SN wskazywał także trzech członków Państwowej Komisji Wyborczej.

## Lista Pierwszych Prezesów Sądu Najwyższego
1. Stanisław Pomian-Srzednicki (1 września 1917 – 28 lutego 1922)
2. Franciszek Nowodworski (1 marca 1922 – 3 sierpnia 1924)
3. Władysław Seyda (22 września 1924 – 17 stycznia 1929)
4. Leon Supiński (17 stycznia 1929 – wrzesień 1939)
5. Wacław Barcikowski (26 stycznia 1945 – 12 listopada 1956)
6. Jan Wasilkowski (12 grudnia 1956 – 22 maja 1967)
7. Zbigniew Resich (23 maja 1967 – 21 stycznia 1972)
8. Jerzy Bafia (21 stycznia 1972 – 1 kwietnia 1976)
9. Włodzimierz Berutowicz (1 kwietnia 1976 – 14 maja 1987)
10. Adam Łopatka (14 maja 1987 – 30 czerwca 1990)
11. Adam Strzembosz (1 lipca 1990 – 17 października 1998)
12. Lech Gardocki (17 października 1998 – 18 października 2010)[3]
13. Stanisław Dąbrowski (19 października 2010 – 9 stycznia 2014)
  - p.o. Lech Krzysztof Paprzycki (9 stycznia 2014 – 30 kwietnia 2014) – po śmierci sędziego Stanisława Dąbrowskiego[4]
14. Małgorzata Gersdorf (30 kwietnia 2014 – 30 kwietnia 2020)[5][6]
  - p.o. Józef Iwulski (4 lipca 2018 – 12 września 2018) – na czas nieobecności sędzi Małgorzaty Gersdorf[7][8]
  - p.o. Dariusz Zawistowski (13 września 2018 – 1 stycznia 2019[a]) – na czas nieobecności sędzi Małgorzaty Gersdorf[9]
  - p.o. Kamil Zaradkiewicz (1 maja 2020  – 15 maja 2020) – po upływie kadencji sędzi Małgorzaty Gersdorf i niewyłonieniu jej następcy[10].
  - p.o. Aleksander Stępkowski (15 maja 2020 – 25 maja 2020) – po upływie kadencji sędzi Małgorzaty Gersdorf i niewyłonieniu jej następcy oraz rezygnacji p.o. Kamila Zaradkiewicza[11]
15. Małgorzata Manowska (od 26 maja 2020[12])